# Parque nacional de Phước Bình
El Parque nacional de Phuoc Binh (en vietnamita: Vườn quốc gia Phước Bình) es un parque nacional en la comuna de Phuoc Binh, distrito rural de Bac Ai, provincia de Ninh Thuan, en el país asiático de Vietnam. Se encuentra a 62 kilómetros al noroeste de la ciudad de Phan Rang, la capital de la provincia de Ninh Thuan, en la frontera con las provincias de Lam Dong y Khanh Hoa. El parque nacional de Phuoc Binh se clasificó como reserva natural por la Decisión 125/2002/QD de fecha 26 de septiembre de 2002. El 8 de junio de 2006 fue establecido como parque nacional, por la decisión con el número 822/QĐ-TTg de fecha 8 de junio de 2006 por el entonces Primer Ministro Vicepresidente del Gobierno de Vietnam, Nguyen Tan Dung.
La zona es de gran valor paisajístico y de biodiversidad ya que contiene muchas plantas y animales típicos de los ecosistemas subtropicales raros. Cuenta con más de 1.225 plantas y 327 especies animales, muchas de las cuales están incluidas en la Lista Roja de la UICN.